# Minuskuł 34
Minuskuł 34 (wedle numeracji Gregory—Aland), A19 (von Soden) – rękopis Nowego Testamentu pisany minuskułą na pergaminie w języku greckim z X wieku. Przechowywany jest w Paryżu. Dawniej był znany jako Colbertinus 6511.

## Opis rękopisu
Kodeks zawiera tekst czterech Ewangelii, na 469 pergaminowych kartach (28,8 cm na 19,2 cm).
Tekst rękopisu pisany jest jedną kolumną na stronę, w 22 linijek na stronę.
Tekst Ewangelii dzielony jest według κεφαλαια (rozdziały) oraz według Sekcji Ammoniusza, których numery umieszczono na marginesie. Sekcje Ammoniusza nie zostały opatrzone odniesieniami do Kanonów Euzebiusza. Tekst ewangelii zawiera τιτλοι (tytuły) do rozdziałów.

## Tekst
Grecki tekst Ewangelii reprezentuje bizantyńską tradycję tekstualną. Aland zaklasyfikował go do kategorii V.

## Historia
Paleograficznie rękopis datowany jest przez INTF na wiek X. Rękopis został sporządzony na górze Athos.
Johann Jakob Wettstein wciągnął go na listę rękopisów Nowego Testamentu.
Rękopis badał Bernard de Montfaucon, John Mill, Scholz oraz Paulin Martin.
Obecnie przechowywany jest we Francuskiej Bibliotece Narodowej (Coislin Gr. 195) w Paryżu.
Nie jest cytowany w krytycznych wydaniach Novum Testamentum Graece Nestle-Alanda (NA26, NA27).